# Frank Jülicher
Frank Jülicher (* 19. März 1965 in Ludwigsburg) ist ein deutscher Biophysiker.

## Leben
Frank Jülicher absolvierte sein Vordiplom in Physik 1986 an der Universität Stuttgart und ging dann an die RWTH Aachen, wo er 1990 sein Diplom in Physik mit Auszeichnung bei Heiner Müller-Krumbhaar zum Thema "Funktionale Renormierung an einem Modell zum Benetzungsübergang" ablegte.
Daraufhin ging er an die Universität Köln, um dort seinen Doktor der Physik bei Reinhard Lipowsky ebenfalls mit Auszeichnung zum Thema "Die Morphologie von Vesikeln" zu erwerben. Für seine Forschungen in dieser Zeit erhielt er 1994 den "International Postdoctoral Fellowship of the National Sciences and Engineering Research Council of Canada" (NSERC) und 1996 den Marie-Curie-Forschungspreis der Europäischen Union.
Er habilitierte 2000 an der Universität Paris VII. Seit 2002 ist er Direktor am Max-Planck-Institut für Physik komplexer Systeme in Dresden sowie Professor für Biophysik an der TU Dresden.
Seine Forschungsschwerpunkte sind die Physik der aktiven molekularen Prozesse in Zellen und die Dynamik zellulärer Prozesse. Ihn interessieren die zelluläre Kommunikation und Signalsysteme sowie die Physik der Sinneszellen und des Gehörs.
2006 erhielt er den Robert-Wichard-Pohl-Preis, 2007 den Sackler-Preis für Biophysik. Für 2017 wurde ihm ein Gottfried-Wilhelm-Leibniz-Preis zugesprochen. Er ist Mitglied der Mainzer Akademie der Wissenschaften und der Literatur, seit 2018 der European Molecular Biology Organization. Im Jahr 2022 wurde Frank Jülicher als Mitglied der Sektion Physik in die Nationale Akademie der Wissenschaften Leopoldina aufgenommen. 2023 erhielt „für seine Schlüsselbeiträge zur biologischen Physik aktiver Materie, die Licht auf die physikalischen Mechanismen werfen, die zellulären Prozessen zugrunde liegen“, die IUPAP Medal for the Physics of Life der International Union of Pure and Applied Physics.

## Ausgewählte Veröffentlichungen
- Kinetics of Morphogen Gradient Formation. A. Kicheva, P. Pantazis, T. Bollenbach, Y. Kalaidzidis, T. Bittig, F. Jülicher and M. González-Gaitán, Science 315, 521 (2007)
- Chemotaxis of Sperm Cells. B.M. Friedrich, F. Jülicher, Proc. Natl. Acad. Sci. U.S.A. 104, 33 (2007)
- Molekulare Motoren und zelluläre Dynamik. Komplexe dynamische Zustände spielen eine wichtige Rolle in der Biophysik (Preisträger-Artikel Robert-Wichard-Pohl-Preis). In: Physik Journal. Band 5, Nr. 8/9, 2006, S. 59–63 (pro-physik.de).
- Spindle Oscillations during Asymmetric Cell Division Require a Threshold Number of Active Cortical Force Generators, J. Pecreaux, J.-C. Röper, K. Kruse, F. Jülicher, A. Hyman, S. Grill und J. Howard Curr. Biol. 16, 2111 (2006)
- Dynamics and Mechanics of Motor-Filament Systems. K. Kruse und F. Jülicher, Eur. Phys. J. E 20, 459 (2006)
- Contractility and Retrograde Flow in Lamellipodium Motion. K. Kruse, J.-F. Joanny, F. Jülicher und Jacques Prost, Phys. Biol.16, 3 (2006)
- Postsynaptic Mad Signaling at the Drosophila Neuromuscular Junction, V. Dudu, T. Bittig, E. Entchev, A. Kicheva, F. Jülicher and M. González-Gaitán, Curr. Biol. 16, 625 (2006)
- Hydrodynamic Flow Patterns and Synchronization of Beating Cilia A. Vilfan und F. Jülicher Phys. Rev. Lett. 96, 058102 (2006)
- Universal Critical Behavior of Noisy Coupled Oscillators: A Renormalization Group Study, T. Risler, J. Prost und F. Jülicher
- Theory of Mitotic Spindle Oscillations, S.W. Grill, K. Kruse und F. Jülicher, Phys. Rev. Lett. 94, 108104 (2005)
- Generic Theory of Active Polar Gels: A Paradigm for Cytoskeletal Dynamics, K. Kruse, J.F. Joanny, F. Jülicher, J. Prost und K. Sekimoto, Eur. Phys. J. E 16, 5 (2005)
- Robust Formation of Morphogen Gradients, T. Bollenbach, K. Kruse, P. Pantazis, M. González-Gaitán und F. Jülicher, Phys. Rev. Lett. 94, 18103 (2005)